# Aleksiej Prudnikow
Aleksiej Pawłowicz Prudnikow, ros. Алексей Павлович Прудников (ur. 20 marca 1960 w Moskwie, Rosyjska FSRR) – rosyjski piłkarz, grający na pozycji bramkarza, trener piłkarski.

## Kariera piłkarska

### Kariera klubowa
Wychowanek klubu Spartak Moskwa. W 1978 rozpoczął karierę piłkarską w drużynie rezerw Spartaka Moskwa. W następnym roku debiutował w pierwszej drużynie. Był zmiennikiem Rinata Dasajewa, dlatego w 1982 przeniósł się do Dinama Moskwa. Sezon 1988 spędził w Torpedzie Moskwa, a w następnym roku powrócił do Spartaka Moskwa. Latem 1990 wyjechał za granicę, gdzie następnie bronił barw jugosłowiańskich Veležu Mostar i FK Sarajevo, czeskiego FK Topolčany oraz fińskiego FF Jaro. W 1994 powrócił do Rosji, gdzie został piłkarzem Bałtiki Kaliningrad, ale latem odszedł do Kołosu Krasnodar, tak jak klub nie wykonywał warunki kontraktu. Latem 1995 przeniósł się do Korei, gdzie zasilił skład Jeonbuk Hyundai Dinos. W 2000 zakończył karierę piłkarską.

### Kariera reprezentacyjna
W 1988 został powołany do olimpijskiej reprezentacji ZSRR. Był rezerwowym bramkarzem na Letnich Igrzyskach Olimpijskich 1988 w Seoule, gdzie zdobył złoty medal.

## Kariera trenerska
Po zakończeniu kariery piłkarskiej rozpoczął pracę trenerską. W 2000 pomagał trenować bramkarzy w koreańskim Samsung Blue Wings. Potem od 2001 z przerwami trenował bramkarzy w Spartaku Moskwa. W 2006 pracował na stanowisku dyrektora sportowego w litewskim klubie Vetra Wilno. W styczniu 2010 otrzymał propozycję pracy w Kryljach Sowietow Samara, ale w lipcu 2010 był pozbawiony licencji trenerskiej, tak jak prowadził również działalność agenta piłkarskiego, co było zabronione. Potem pomagał trenować bramkarzy w juniorskiej reprezentacji Rosji.

## Sukcesy i odznaczenia

### Sukcesy klubowe
- wicemistrz Mistrzostw ZSRR: 1986
- zdobywca Pucharu ZSRR: 1984

### Sukcesy reprezentacyjne
- złoty medalista Igrzysk Olimpijskich: 1988
- mistrz Europy U-21: 1980

### Odznaczenia
- tytuł Mistrza Sportu ZSRR
- tytuł Zasłużonego Mistrza Sportu ZSRR: 1989